# Kraggenburg
Kraggenburg is een dorp in de gemeente Noordoostpolder, in de Nederlandse provincie Flevoland. Het ligt ten zuidoosten van Emmeloord, ongeveer tussen Ens en Marknesse. Aan de noordkant van de dorpskern lopen de N352 en de N719. Het dorp telt 1.555 inwoners (1 januari 2023).

## Geschiedenis

### Ontstaansgeschiedenis
Na de inpoldering van de Noordoostpolder werden Kraggenburg en de grond eromheen aangewezen als ideale plek voor fruitteelt en wat akkerbouw. Een groot deel van de grond aan de rand van het gebied werd voor bosbouw bestemd omdat hier veel onbruikbare keileem voorkwam. Door hier bossen aan te leggen, kon ook dit deel geld genereren. Zo werd in 1944 begonnen met de aanleg van het Voorsterbos.
Verder werden er diverse prijsvragen opgesteld om ontwerpen te krijgen van nieuwe dorpen in de polder. In het geval van Kraggenburg ging het om de prijsvraag van wat Groep '32 werd genoemd. Deze had tijdens de Tweede Wereldoorlog de prijsvraag opgezet onder de naam 'Dorp aan de Lemstervaart'. Het moest een tegenwicht zijn tegen de bouwstijl Nieuwe bouwen. De Groep '32 vond dat men was doorgeschoten en noemde zich traditionele functionalisten. Op die voet wilde men het nieuwe dorp laten bouwen. 
Architect Pieter Hendrik Dingemans werkte het uiteindelijke dorpsplan uit. Hij bracht een geheel eigen visie bij het ontwerp. Ondanks dat Dingemans opgeleid was in de stijl van de Delftse School, die meer in lijn was met doelstellingen van Groep '32, leunde Dingemans ook op de stijl van het Nieuwe bouwen. De Directie van de Wieringermeer gaf hem de opdracht zijn schetsplan verder uit te werken. Bij zijn eerste ontwerpen had hij de verschillende geplande kerken dichtbij elkaar in het centrum geplaatst. Dit stuitte op enig verzet. Op verzoek van de planologische commissie werd de centrale ruimte van het centrum vergroot en de kerken, en scholen verder uiteen gezet. In 1948 werd er officieel begonnen met de bouw van het dorp. De eerste honderd woningen werden in oktober van 1949 afgeleverd voor bewoning.
De algemene architectuur van de dorpskern van Kraggenburg sluit aan op de rest van de dorpen van de Noordoostpolder, er ontbreken wel enkele de duidelijk herkenbare Delftse School kenmerken zoals doorkijkjes en knikjes in de wegen, ook ontbreken er doorgaande wegen door de dorpskern zelf.

### Herkomst van de plaatsnaam, vluchthaven en vuurtoren
Het nieuwe dorp kreeg de naam Kraggenburg en is vernoemd naar de vroegere noodhaven (vluchthaven) in de Zuiderzee. In 1847 werd bij de monding van het Zwarte Water een leidam aangelegd om te voorkomen dat het Zwarte Water te zeer verzandde. Bernhard Pieter Gesinus van Diggelen, die ingenieur bij Rijkswaterstaat stelde voor om twee leidammen in het Zwolse Diep te leggen. Hiermee kon de concurrentiepositie van de stad Zwolle ten opzichte van Kampen versterkt worden.
Voor de aanleg van de leidammen werden rietzoden, drijvende laagveenranden als onderlaag gebruikt die afkomstig waren uit Wanneperveen en Giethoorn. Dit soort zoden worden ook wel 'kragge' genoemd. Het kunstmatige eiland aan het einde werd Kraggenburg genoemd. Het verhaal gaat dat de schipper Jacob Bruintjes, die werkzaam was bij het transport van de kraggen van Wanneperveen naar de leidammen, een keer op de kraggen zou hebben rondgesprongen, roepende 'de Kraggenburcht'. In Kraggenburg is een straat naar deze schipper vernoemd. In 1848 was het werk aan de leidammen en haven klaar.
Op het eiland een havenmeesterswoning bebouwd met een lichtopstand. Deze woning werd bewoond door de havenmeester die tevens lichtwachter was. In 1875 nam Rijkswaterstaat de haven over. In 1877 werd er een nieuwe havenmeesterswoning gebouwd. De woning werd beter bestand te zijn tegen de extremen van het weer gemaakt. Deze nieuwe woning kreeg een lichthuis in de vorm van een vuurtoren. De haven Kraggenburg verdween bij de aanleg van de Noordoostpolder. Na de aanleg van het dorp kreeg het voormalige eiland de benaming Oud Kraggenburg. De woning staat bekend als de Lichtwachterswoning van Kraggenburg.

### Bevolkingsontwikkeling
De gemeenschap van Kraggenburg bestond in de eerste jaren voornamelijk uit boeren, agrarisch personeel en middenstand. In de jaren zestig kwamen door de komst van het Nationaal Lucht- en Ruimtevaartlaboratorium en het Waterloopkundig Laboratorium ook hogeropgeleiden in het dorp wonen. Het dorp werd in de jaren zeventig wegens vraag naar meer woningen uitgebreid. Daarna volgde nog enkele kleinschalige uitbreiding. In 2011 telde Kraggenburg bijna 200 bedrijven, waarvan de helft nog altijd agrarisch was. De recreatie en toerisme speelt wel een steeds belangrijkere rol, volgens het 'Dorpsplan Kraggenburg 2012-2015'. 

## Geografie
Het dorp heeft anno 2024 een compacte dorpskern met een open buitengebied, met in het noordoosten een bosgebied. De twee stenen leeuwen van beeldhouwer Bart van Hove, die symbolisch de ingang van het dorp bewaken, zijn het resultaat van een ludiek bedoelde ontvoering uit de gemeentewerf in Emmeloord op oudejaarsnacht 1964/65. Door het dorpsgebied stromen onder meer de Leemvaart, Leemtocht, Zwolse Vaart, Hertentocht, Paardentocht en Kadoeler Tocht. In het zuidelijke deel liggen de wateren Kadoelermeer en het Zwarte Meer. De Zwolse Vaart en het Kadoelermeer worden met elkaar verbonden via de Voorstersluis. In het Zwarte Meer ligt het onbewoonde eiland Vogeleiland, dat sinds 1986 binnen het dorpsgebied valt van Kraggenburg.

## Geloof en kerken
In Kraggenburg staan een tweetal kerken, deze werden respectievelijk in 1950 en 1954 gebouwd. De oudste kerk was een katholieke kerk en de andere was gedeelde protestantse kerk tussen de Hervormden en geformeerde. Rond 1955 was zo'n 40 procent van de bevolking katholiek, wat een vrij hoog percentage was voor die tijd in de Noordoostpolder en omgeving.

## Monumenten
Kraggenburg telt enkele rijksmonumenten, naast bijvoorbeeld Oud Kraggenburg gaat het om enkele boerderijen en het Gemaal Smeenge. Daarnaast zijn een aantal arbeiderswoningen en boerderijen een gemeentelijke monument.

## Onderwijs
De in 2014 geopende basisschool De Fladderiep is het product van de fusie van Openbare basisschool De Pionier en Oecumenische basisschool De Lichtwachter. In 2019 werd het bijgekomen kindercentrum van de De Fladderiep geopend.
De Lichtwachter was in 2003 ontstaan uit de fusie van de Sint Bonifaciusschool en De Bongerd. Het pand van de Sint Bonifaciusschool uit 1952 werd in 2018 gesloopt voor uitbreiding van De Fladderiep.

## Sport, cultuur en recreatie
De voetbalclub FC Kraggenburg bestaat sinds 1955. Verder is er een ijsvereniging, een watersportvereniging, gevestigd in de jachthaven aan de Leemvaart en een toneelvereniging. Sinds 1980 heeft het dorp een dorpshuis, met de naam Dorpshuis 't Klokhus. Het dorpshuis is dat gevestigd in het oude parochiehuis. Het dorp heeft diverse toeristische voorzieningen, zoals een hotel, een recreatiepark, campings en twee havens.

## Geboren in Kraggenburg
- Rob Hadders (19 december 1983), televisiepresentator en voormalig schaatser